# Watergun (песня)
«Watergun» (с англ. — «Водяной пистолет») — песня швейцарского певца Ремо Форрера, выпущенная в качестве сингла 7 марта 2023 года. Песня представляла Швейцарию на конкурсе песни «Евровидение-2023» после внутреннего отбора швейцарской телекомпанией SRG SSR.

## На «Евровидении»

### Выбор песни
Ремо Форрер был объявлен Швейцарией участником конкурса 20 февраля 2023 года. Форрер ранее участвовал в третьем сезоне швейцарской версии шоу «Голос» и одном выпуске третьего сезона немецкого конкурса I Can Hear Your Voice, и в обоих случаях выиграл. Песня Форрера для конкурса была представлена 7 марта 2023 года.

### На конкурсе «Евровидение-2023»
Европейский вещательный союз (EBU) разделил участвующие страны на пять разных «чаш» на основе моделей голосования в предыдущих конкурсах, причём страны с благоприятной историей голосования были помещены в одну чашу. Жеребьёвка, с помощью который страны узнали свой полуфинал и его половину, в которой будут выступать, была проведена 31 января 2023 года. Швейцария попала во вторую половину первого полуфинала шоу, который состоялся 9 мая. Швейцария получила от зрителей 97 баллов и с седьмого места вышла в финал, состоявшийся 13 мая 2023 года, где получила 92 балла (61 от жюри и 31 от зрителей), заняв двадцатое место. Её квалификацию в финал объявили третьей, и в финале она выступала под третьим номером.

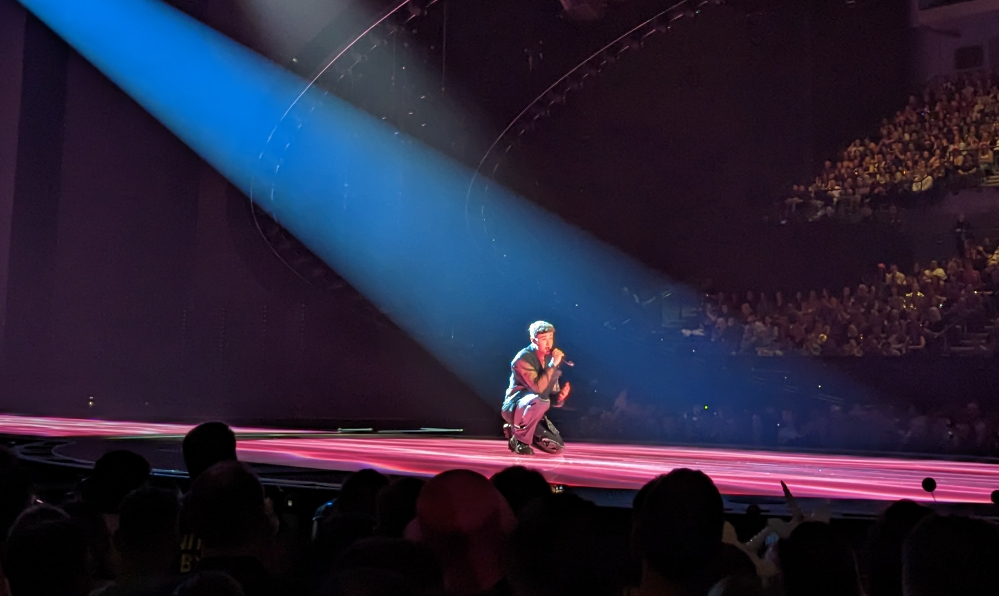
Ремо Форрер на сцене Евровидения 2023 в Ливерпуле

## Релиз
Клип на песню был размещён 7 марта 2023 года на официальном YouTube-канале конкурса песни «Евровидение». Песня также была выпущена на цифровых платформах в тот же день.

## Предыстория песни
Песня описывается как силовая баллада[неизвестный термин] «о бессилии перед лицом конфликтов в этом мире». В одном из интервью Ремо Форрер сказал: «Моему поколению приходится жить с последствиями решений, которые мы не принимали. Это расстраивает, но у меня всё ещё есть надежда, что изменения всегда возможны». Далее песня описывается как призыв к миру.